# Misguided Behavior
Pour plus de détails, voir Fiche technique et Distribution.
Misguided Behavior est un film américain réalisé par Carl Payne et Avery O Williams, sortit aux États-Unis le 17 août 2017,,. Il marque le début de la carrière d'actrice de la chanteuse Towanda Braxton. Le film est disponible depuis le 3 novembre 2018 sur les plates-formes digitales et depuis le 27 novembre 2018 en DVD sur Amazon.

## Synopsis
Kevin, un adolescent, est victime d'intimidation. Ses deux parents sont solidaires, il est intelligent, à des amis et a une personnalité sympathique. Alors, qu'est-ce qui ne va pas avec cette image ? À travers les yeux de Kevin, le spectateur découvre ce qui se cache sous ses peurs adolescentes.

## Fiche technique
- Titre : Misguided Behavior
- Réalisation : Carl Payne et Avery O Williams
- Scénario : Victor Cobb
- Production :
- Société de production : Studio 11 Films
- Montage :
- Pays de production :  États-Unis
- Genre : Drame
- Durée : 90 minutes
- Date de sortie :
  - États-Unis : 17 aout 2017

## Distribution
- Khalil Kain : Michael Miller
- Valencia Wilson : Jessica Miller
- Carl Payne : Benjamin Fields
- Doris Morgado : Molly Fields
- Clifton Powell : le capitaine Rogers
- Malek Payne : Lance Fields
- Elijah Johnson : Kevin Miller
- Mike Martin : Stanley
- Princetón Perez : Christopher Arnold
- Towanda Braxton : l'officier Payne

## Production
Le tournage a débuté le 27 juillet 2016 à Las Vegas et s'est clôturée le 11 aout 2016,.